# کیم خوارت
کیم خوارت (هلندی: Kim Gevaert؛ زادهٔ ۵ اوت ۱۹۷۸) دونده اهل بلژیک است. وی در مسابقات کشوری و بین‌المللی در مجموع برندهٔ ۷ مدال طلا، ۵ مدال نقره، ۲ مدال برنز شده‌است.